# Castell'Arquato
Castell'Arquato es un municipio italiano de 4.670 habitantes de la provincia de Piacenza (Emilia-Romaña). Estratégicamente situado sobre las primeras colinas del valle de Arda, se encuentra a unos 30 kilómetros de Piacenza y 35 km de Parma. Entre los lugares cercanos están Bacedasco, Vigolo Marchese,  Fiorenzuola d'Arda, Lugagnano Val d'Arda y Vernasca.

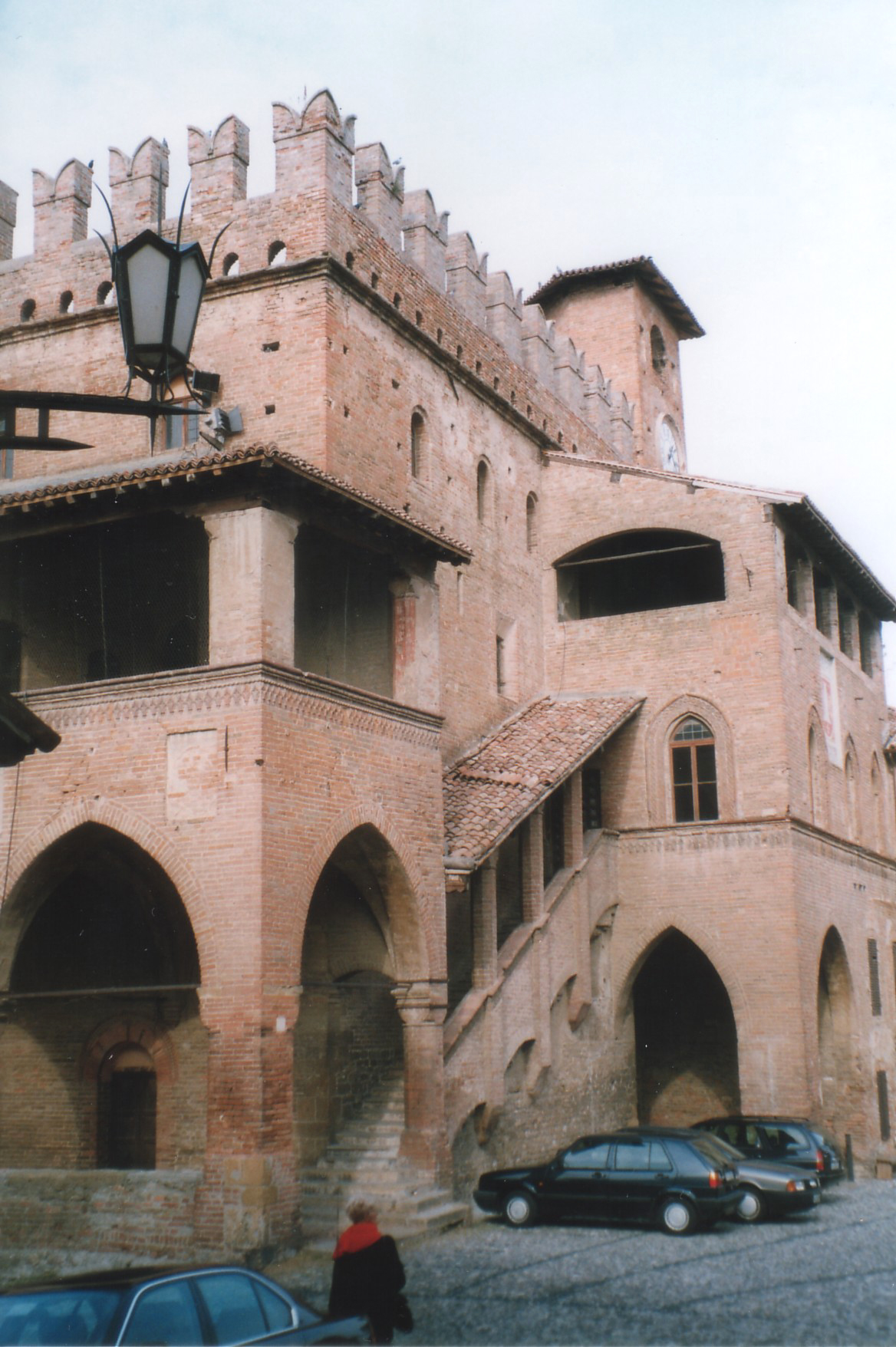
Vista del Palacio del Podestà.

Ciudad medieval de estructura tradicional, que ha mantenido su apariencia tal como estaba a principios del siglo X, la Ciudad Antigua de Castell'Arquato es una roca alta que en otra época era estratégicamente importante para dominar el valle, hoy rodeada del pueblo. Su apariencia ha llevado a que sea tomada como decorado para películas, como Lady Halcón con Matthew Broderick, Rutger Hauer y Michelle Pfeiffer.
Castell'Arquato está también en la región de las Colinas Piacentinas (Colli Piacentini), una zona importante para la producción vinícola. Los vinos más importantes producidos son Gutturnio, Bonarda, Ortrugo, Malvasía y Monterosso Val d'Arda.
El centro monumental de Castell'Arquato está representado por la plaza en la parte alta de la ciudad y es una amplia zona dominada por la Rocca o antigua fortaleza. También puede verse el Palacio del Podestà.

## Demografía
| Gráfica de evolución demográfica de Castell'Arquato entre 1861 y 2001 |
|                                                                       |
| Fuente ISTAT - elaboración gráfica de Wikipedia                       |